# Hamilton (Missouri)
Pour les articles homonymes, voir Hamilton.
Hamilton est une ville du comté de Caldwell, dans l’État du Missouri aux États-Unis.
Au recensement de 2010, sa population était de 1 809 hab.